# فينتكنا
فينتكنا هي شركة إدارة مالية إيطالية مملوكة للدولة متخصصة في تثمين وتصفية الاستثمارات من خلال خصخصة العقارات. تسيطر وزارة الاقتصاد والمالية على الشركة بالكامل.